# Croton scabiosus
Croton scabiosus är en törelväxtart som beskrevs av Richard Henry Beddome. Croton scabiosus ingår i släktet Croton och familjen törelväxter. Inga underarter finns listade i Catalogue of Life.